# Costa Blanca

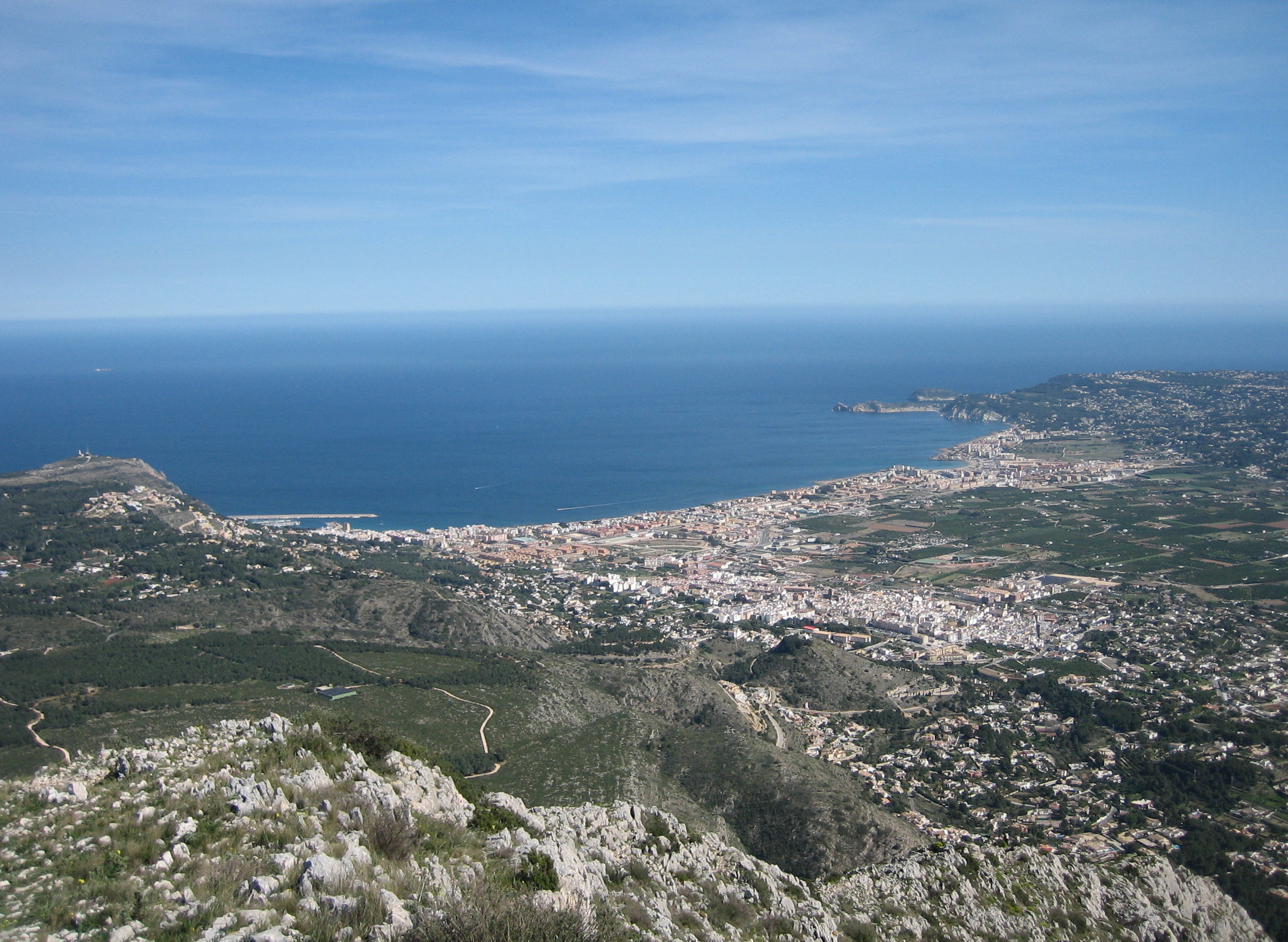
Costa Blanca – widok miasta Xàbia

Costa Blanca – region turystyczny w Hiszpanii nad Morzem Śródziemnym.
Costa Blanca obejmuje fragment wybrzeża Morza Śródziemnego o długości ok. 244 km, zlokalizowany we Wspólnocie Autonomicznej Walencji, w okolicach Alicante z popularnymi kąpieliskami m.in. Benidorm i Calpe.